# 瀬高駅
瀬高駅（せたかえき）は、福岡県みやま市瀬高町下庄にある、九州旅客鉄道（JR九州）鹿児島本線の駅である。駅番号はJB22。
旧・瀬高町の代表駅で、廃止された佐賀線等の発着駅でもあった。現みやま市の代表駅でもある。

## 歴史

### 年表

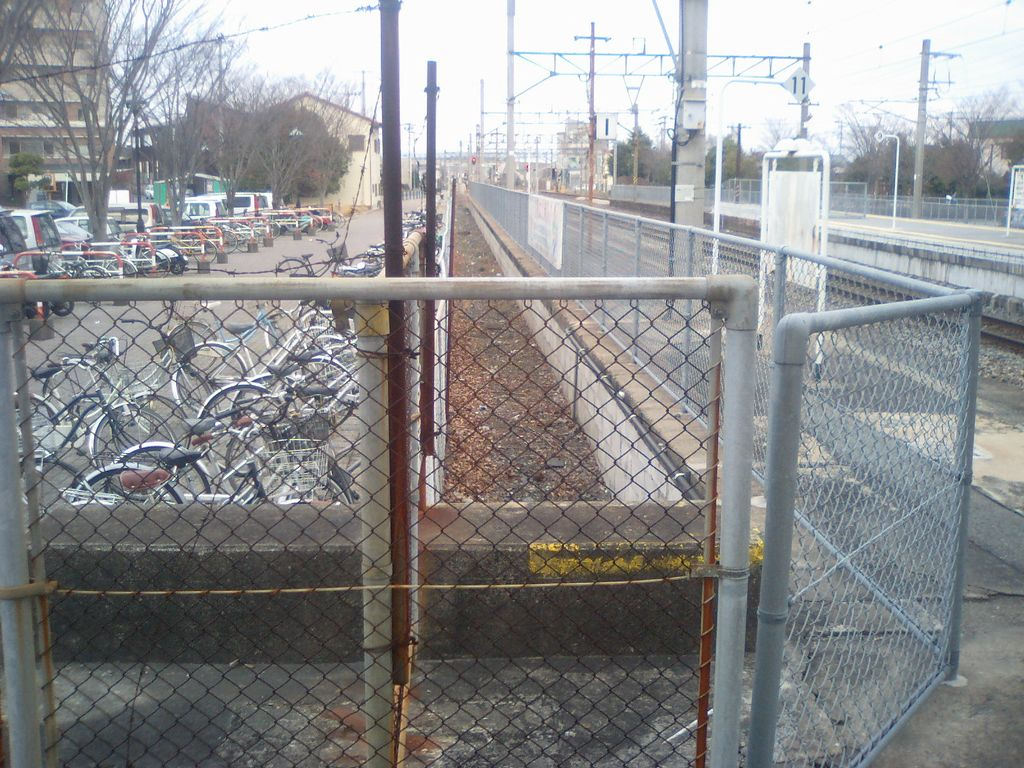
旧佐賀線用0番のりば跡（駅舎の北側）（2007年1月）

- 1891年（明治24年）4月1日：矢部川駅（やべがわえき）の名称で九州鉄道（初代）が開設[1][3]。
- 1907年（明治40年）7月1日：九州鉄道（初代）が国有化され帝国鉄道庁が所管[3]。
- 1920年（大正9年）9月15日：九州肥筑鉄道が部分開業。
- 1931年（昭和6年）9月24日：佐賀線が部分開業。
- 1938年（昭和13年）12月16日：九州肥筑鉄道が全線廃線。
- 1942年（昭和17年）4月1日：瀬高町駅（せたかまちえき）に改称[3]。
- 1956年（昭和31年）4月10日：瀬高駅に再改称[3]。
- 1979年（昭和54年）6月：現駅舎に改築[1]。
- 1984年（昭和59年）2月1日：貨物の取り扱いを廃止[3]。
- 1985年（昭和60年）3月14日：荷物扱い廃止[3]。
- 1987年（昭和62年）
  - 2月6日：みどりの窓口開設[4]。
  - 3月27日：国鉄佐賀線が特定地方交通線に指定され廃線。
  - 4月1日：国鉄分割民営化により九州旅客鉄道が継承[3]。
- 2009年（平成21年）
  - 2月19日：自動改札機を導入。
  - 3月1日：ICカードSUGOCAの利用を開始[5]。
- 2022年（令和4年）3月11日：みどりの窓口の営業を終了[6]。

### 駅名の由来
瀬高地区が矢部川に沿って栄えた町であることから「矢部川駅」と命名された。「瀬高」は「この地を流れる矢部川が瀬に阻まれて非常に川の水が溢れやすい地形」だったことから付いた地名である。
昔は佐賀線のほか、私鉄である東肥鉄道（後の九州肥筑鉄道）も分岐しており、駅前には柳河軌道も存在した。開業当初の駅名が矢部川だったのは高瀬駅（現在の玉名駅）との混同を避けるためであった。
駅名を矢部川から変更する際、新駅名を「瀬高駅」にすることが希望されていたが、やはり高瀬と混同を避けて「瀬高町駅」とされ、この駅は高瀬駅が玉名駅に改称された日に現在の瀬高駅に改称となった。
なお、瀬高 - 山鹿温泉間のバス路線（山鹿線）は2006年（平成18年）3月1日よりJR九州バスから産交バスに移管されたが、2009年（平成21年）10月1日に廃止された。

## 駅構造
単式ホーム1面1線と島式ホーム1面2線、合計2面3線のホームを持つ地上駅。互いのホームは跨線橋で連絡している。西側に駅舎がある。現駅舎は1979年（昭和54年）6月に改築された3代目である。2012年3月にバリアフリー工事が完成し、エレベーターが新設されたが、改正に伴い、2番ホームは使用が停止された。
2023年9月30日まではJR九州サービスサポートが駅業務を行う業務委託駅であった。みどりの窓口はないが、有人のきっぷうりばが設置されている。ただし、土休日は無人となる。
橋上駅ではないが駅舎横に自由通路（歩道橋）が設置されており、駅東側にもロータリーが設けられている。

### のりば
| のりば | 路線       | 方向 | 行先                   |
| ------ | ---------- | ---- | ---------------------- |
| 1      | 鹿児島本線 | 上り | 久留米・鳥栖・博多方面 |
| 3      | 鹿児島本線 | 下り | 大牟田・玉名・熊本方面 |

### 駅構内にある施設
- 駅の案内所(みやま市観光協会)
- 警察官連絡所
- 駅前ロータリー

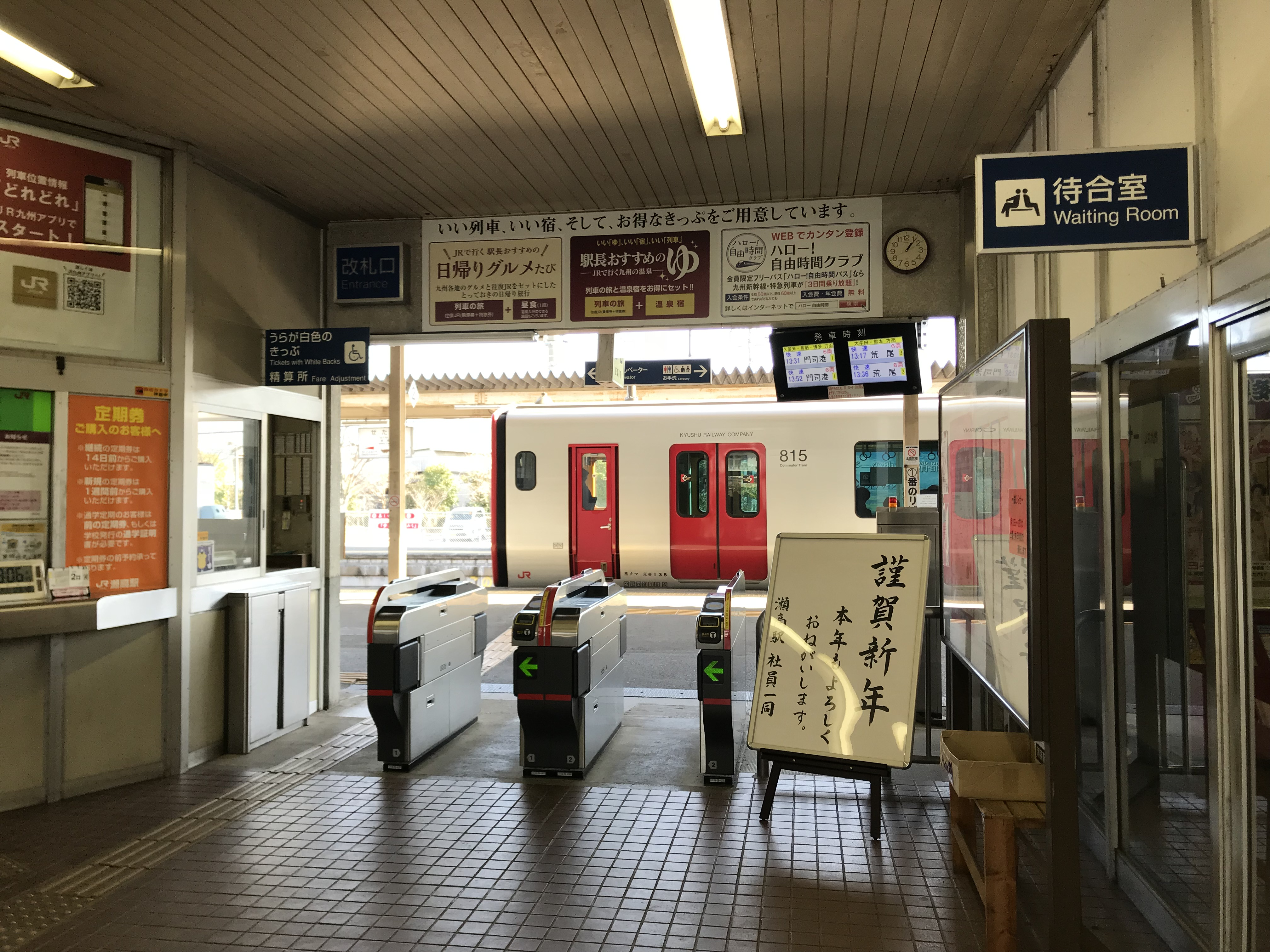
改札口（2018年1月）
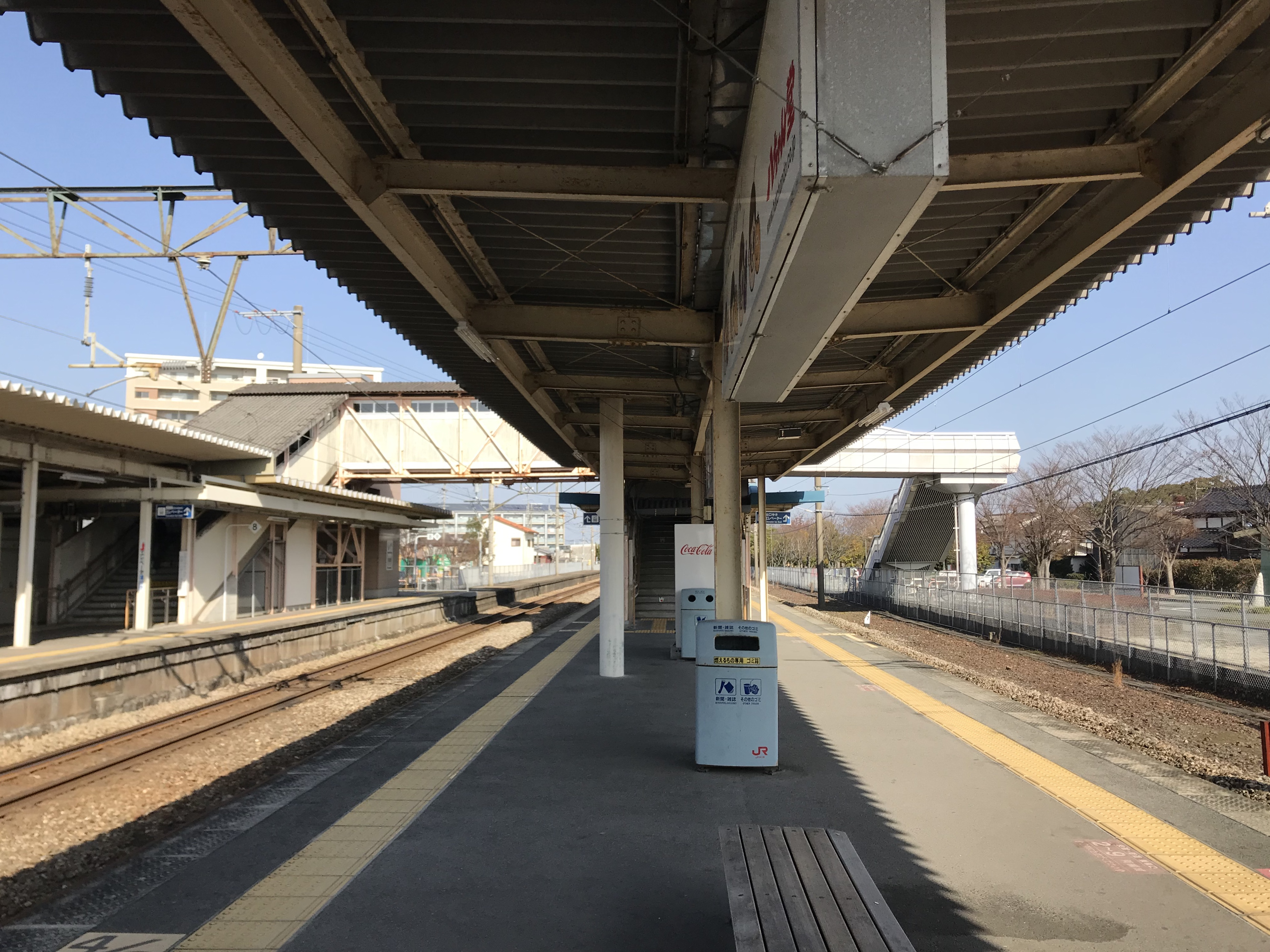
ホーム（2018年1月、奥は筑後船小屋方面）
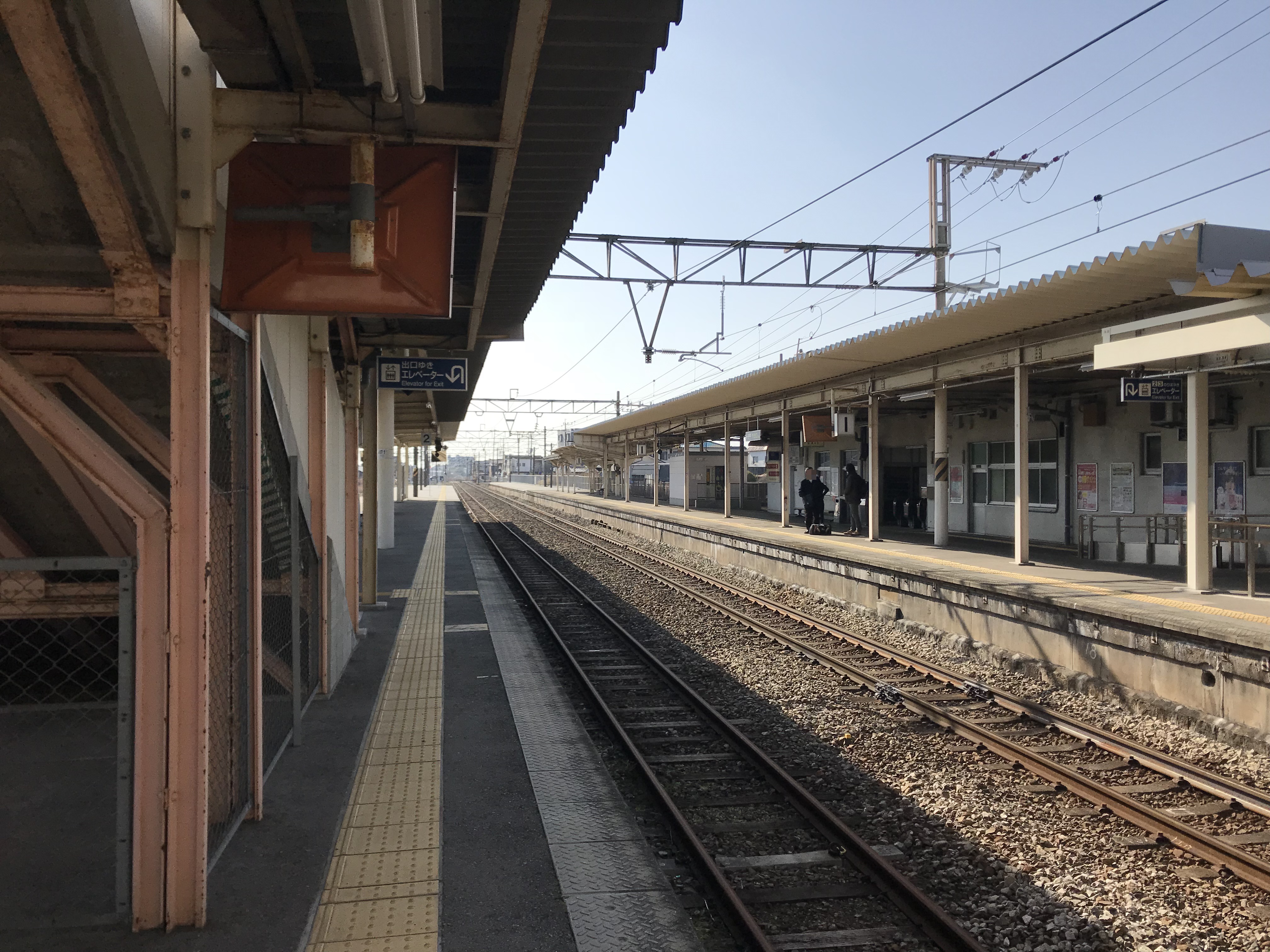
ホーム（2018年1月、奥は南瀬高方面）

## 停車列車
当駅を経由する定期旅客列車（快速・区間快速・普通列車）すべてが停車する。
当駅には国鉄時代から一部の優等列車が停車しており、JR発足後も特急「有明」「つばめ」の一部列車が停車していたが、2021年3月13日ダイヤ改正で特急「有明」が全廃され大牟田駅 - 久留米駅間の特急列車が消滅したため、現在は特急列車は停車しない。

## 利用状況
2023年度の1日平均乗車人員は824人であり、JR九州の駅としては第183位である。
2016年以降の1日平均乗車人員の推移は以下の通り。
| 年度               | 1日平均 乗車人員 |
| ------------------ | ---------------- |
| 2016年（平成28年） | 1,230            |
| 2017年（平成29年） | 1,228            |
| 2018年（平成30年） | 1,144            |
| 2019年（令和元年） | 1,081            |
| 2020年（令和02年） | 779              |
| 2021年（令和03年） | 790              |
| 2022年（令和04年） | 830              |
| 2023年（令和05年） | 824              |

## 駅周辺
史跡、名勝、公的機関等を挙げる。
- 国道443号
- 国道209号
- 清水寺、本坊庭園
- 船小屋温泉、新船小屋温泉
- 女山史跡森林公園
- タカ食品工業本社
- みやま市役所
- MIYAMAX (みやま市総合市民センター)
- みやま市立図書館
- 福岡県立山門高等学校
- みやま市立瀬高小学校
- 瀬高郵便局
- 南筑後農業協同組合本店・瀬高支店
- 矢部川（一級河川）

### バス路線
- 堀川バス - 「瀬高駅前」停留所
  - 瀬高・柳川線：西鉄柳川駅・亀の井ホテル柳川方面
- みやま市コミュニティバス - 「JR瀬高駅」停留所
  - 高田・瀬高線（国道209号経由）：ヨコクラ病院前 / 新船小屋
  - 山川・瀬高線：市立図書館 / 真弓公民館
  - 水上・本郷線：筑後広域公園プール・本郷方面
  - 清水・上庄線：清水山荘・山中・新船小屋方面

## 隣の駅
九州旅客鉄道（JR九州）
 鹿児島本線
■快速
筑後船小屋駅 (JB21) - 瀬高駅 (JB22) - 大牟田駅 (JB27)
■区間快速
筑後船小屋駅 (JB21) - 瀬高駅 (JB22) - （一部南瀬高駅 (JB23)） - 大牟田駅 (JB27)
■普通
筑後船小屋駅 (JB21) - 瀬高駅 (JB22) - 南瀬高駅 (JB23)

### かつて存在した路線
日本国有鉄道
佐賀線
三橋駅 - 瀬高駅